# 三隅研次

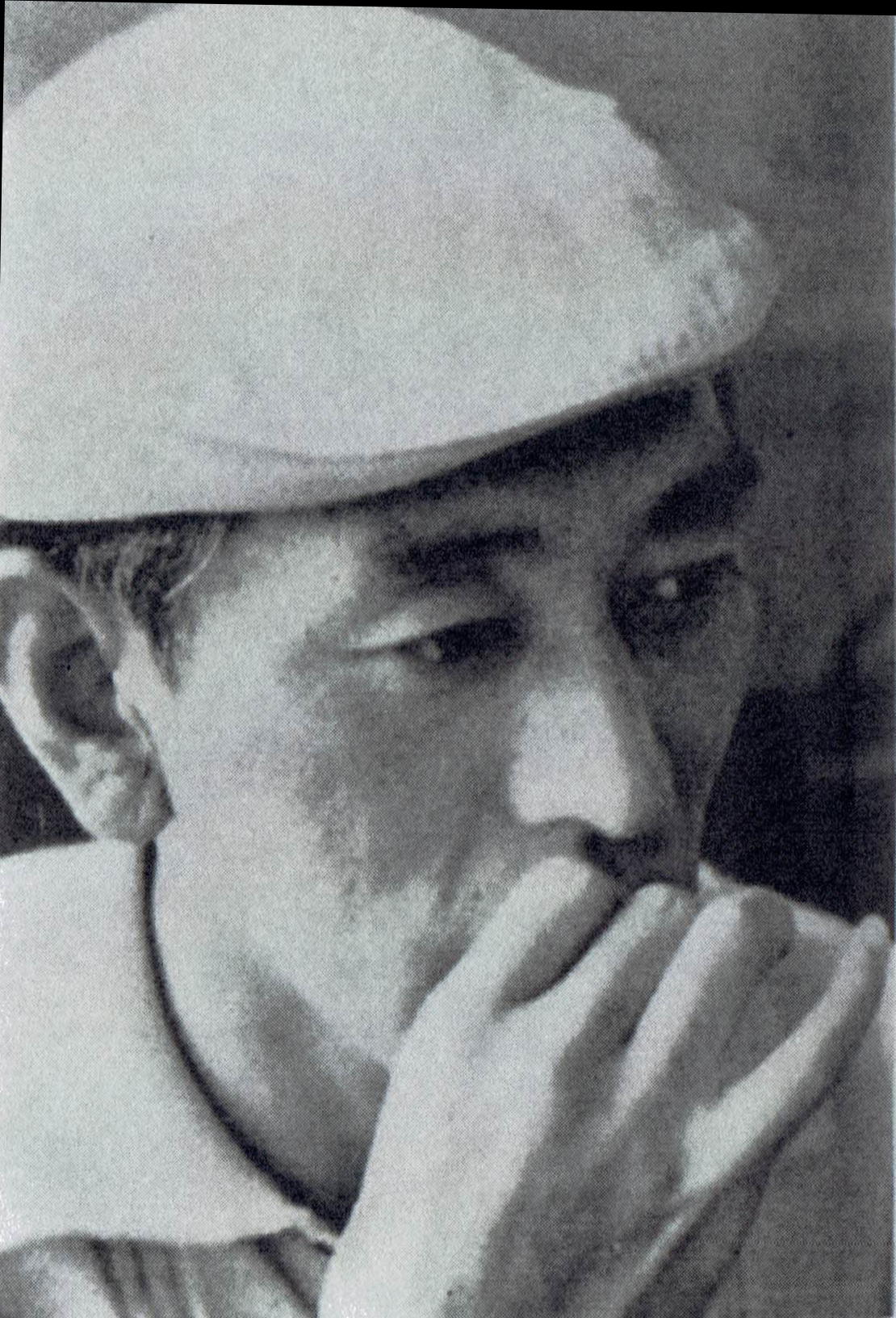

三隅研次（日语：みすみ けんじ，1921年3月2日—1975年9月24日），日本電影導演，出生於京都市，隸屬大映電影公司（即角川映畫），擅長執導劍戟時代劇，和當時知名影星市川雷藏、勝新太郎、若山富三郎等人合作不少電影，並製作了「座頭市系列」、「帶子狼系列」。

## 從影經歷
立命館大學商科畢業後，到日活京都攝影所擔任導演助理，1942年被徵招去滿洲參戰，遭到盟軍拘禁，被送去西伯利亞，1947年拘禁期滿之後回到日本加入大映電影公司，並拜當時的電影大導伊藤大輔、松田定次、衣笠貞之助為師，成為當時的時代劇的大師級導演，1975年死於肝癌。

## 電影作品
- 座頭市系列
  - 座頭市物語（1962年）
  - 座頭市血笑旅（1964年）
  - 座頭市地獄旅（1965年）
  - 座頭市血煙街道（1967年）
  - 座頭市喧嘩太鼓（1968年）
  - 座頭市大戰火神廟（1970年）

- 眠狂四郎系列
  - 眠狂四郎勝負（1964年）
  - 眠狂四郎炎情劍（1965年）
  - 眠狂四郎無賴劍（1966年）

- 帶子狼系列
  - 帶子狼之出租孩子與武藝（1972年）
  - 帶子狼之三途川的嬰兒車（1972年）
  - 帶子狼之向嬰兒車吹去死亡之風（1972年）
  - 帶子狼之冥府魔道（1973年）

- 劍之三部曲
  - 斬（1962年）
  - 劍（1964年）
  - 劍鬼（1965年）

- 丹下左膳　こけ猿の壺（1954年）
- 編笠權八（1956年）
- 桃太郎武士（1957年）
- 四谷怪談（1959年）
- 大菩薩嶺（1960年）
- 大菩薩嶺 龍神之卷（1960年）
- 女妖（1961年）
- 釋迦傳（1961年）
- 新選組始末記（1963年）
- 無宿者（1964年）
- 無法松的一生（1965年）
- 大魔神震怒（1966年）
- 御用牙（1972年）
- 幕末群英傳（1974年）